# Litava (Olší)
Litava je vesnice, část obce Olší v okrese Brno-venkov v Jihomoravském kraji. Nachází se v Hornosvratecké vrchovině, na okraji přírodního parku Svratecká hornatina, asi 2,5 km na jihovýchod od Olší. Kolem vsi prochází silnice II/385. Žije zde 102 obyvatel. Katastrální území Litavy má rozlohu 3,15 km².

## Historie
První písemná zmínka o vsi je z roku 1365. Součástí Olší je Litava od roku 1964.
K 1. lednu 2005 byla vesnice Litava, jako součást obce Olší, společně s dalšími 23 obcemi převedena z okresu Žďár nad Sázavou (Kraj Vysočina) do okresu Brno-venkov (Jihomoravský kraj).

## Obyvatelstvo
| Rok            | 1869 | 1880 | 1890 | 1900 | 1910 | 1921 | 1930 | 1950 | 1961 | 1970 | 1980 | 1991 | 2001 | 2011 | 2021 |
| -------------- | ---- | ---- | ---- | ---- | ---- | ---- | ---- | ---- | ---- | ---- | ---- | ---- | ---- | ---- | ---- |
| Počet obyvatel | 167  | 140  | 141  | 146  | 127  | 132  | 129  | 100  | 119  | 110  | 99   | —    | 90   | 79   | 102  |
| Počet domů     | 22   | 20   | 20   | 22   | 21   | 20   | 22   | 22   | 25   | 27   | 25   | 29   | 31   | 31   | 33   |

Vývoj počtu obyvatel

## Pamětihodnosti
- Barokní zájezdní hostinec čp. 26
- Kaple